# 菲興克里克 (馬里蘭州)
菲興克里克（英語：Fishing Creek）是位於美國馬里蘭州多徹斯特縣的一個普查規定居民點。

## 人口
根據2020年美國人口普查的數據，菲興克里克的面積為3.56平方千米，當中陸地面積為2.73平方千米，而水域面積為0.83平方千米。當地共有人口173人，而人口密度為每平方千米48.6人。